# 普珥節
普珥节（希伯來語：פּוּרִים，Pûrîm，又名普林节，意为抽签），为纪念和庆祝古代流落波斯帝国的犹太人从灭种的毁灭中幸存的节日。

## 简介
根据《塔納赫·以斯帖记》记载，古代波斯帝国亚哈随鲁王的大臣哈曼打算杀死国内所有的犹太人，他通过抽签定在亞達月十三日行动。犹太人末底改和他的养女，皇后以斯帖阻止了他的计划，说服国王处死了哈曼和他的家人。人们为了歌颂以斯帖皇后的英勇，庆祝这一胜利，创立了普珥节。
普珥节庆祝于犹太历亞達月的第十四日、十五日。在古代约书亚时期有城墙保护下被隔离起来的以色列城市，比如书珊城和耶路撒冷，犹太人们在第十五日庆祝这个节日，其他犹太人则是在十四日庆祝普珥节。和所有的犹太节日一样，普珥节是在前一个世俗日（即非教派日）的黄昏开始庆祝的。

## 由来
关于普珥节的由来，最主要的记录是在《塔納赫》的《以斯帖记》中。
亚哈随鲁在书珊城登基为王，统管印度到古实共一百二十七省。故事开始于亚哈随鲁王为他的臣子百姓摆设筵席。王命令他的妻子瓦实提前来酒席展示她的美丽，可是瓦实提拒绝前往，于是王废除了她的皇后之位。
在新皇后的选拔中，亚哈随鲁看中了犹太人末底改的养女以斯帖，将其立为为皇后。以斯帖遵照末底改嘱咐，并未将自己的犹太人身份告诉他人。后来大臣哈曼被王提升，末底改因不向哈曼跪拜而得罪了他。哈曼妄图借机杀死王国内所有的犹太人。哈曼取得亚哈随鲁王的旨意，通过掣普珥（抽签）选定了十二月，即亞達月，进行屠杀。
末底改向以斯帖求助解救本族人。以斯帖宴请王和哈曼参加她举办的酒席，并在第二次酒席上向王告发了哈曼灭绝犹太人的企图。王命人把哈曼挂在原本哈曼為末底改準備的五丈高木架上绞死。雖然之前發出諭旨無法取消，但亞哈隨魯王允許末底改写谕旨，准许犹太人在亞達月十三日聚集保护自己的性命，杀死并摧毁任何想要攻击犹太人的敌人和他们的妻子儿女。十二月三日那日，犹太人在亚哈随鲁王各省聚集，攻击他们的仇敌。书珊城的犹太人十三、十四日杀敌，十五日安息，举办筵席欢庆胜利；其余各省的犹太人十三日杀敌，十四日举办筵席。末底改记录道，每年阿达尔月十四、十五日为犹太人脱离仇敌、转忧为喜的日子，犹太人在这两天举办酒席欢庆胜利。根据掣签的名字“普珥”，犹太人称这两日为普珥日。

## 节日仪式
普珥节对于国民的意义已经超过了其宗教意义，他作为节假日的地位也不及那些被摩西五经规定的神圣的日子。在普珥节，商业交易甚至体力劳动依然可以照常进行。普珥节的早、午晚祷告以及餐后祷告（Birkat Hamazon）中都要加入一段特殊的祷告词“致奇迹”（“Al ha-Nissim”）。
普珥节仪式的四个主要组成部分包括：
1. 在普珥节前夜以及普珥节当天早晨前往犹太教会堂，听取《以斯帖记》的公开朗诵。（k’riat megillah）
2. 向朋友赠送食物礼品。（mishloach manot）
3. 施舍穷人。
4. 享用节日大餐（se’udah）

### 朗诵《以斯帖记》
朗诵《以斯帖记》是普珥节第一项宗教仪式，其由来可追溯至《塔木德经》中的圣人集会，末底改正是其中一员。这项仪式本来仅安排在普珥节当天早晨，即阿达尔月（犹太教历12月）的14日，但是，公元三世纪时，名为约书亚（Joshua ben Levi）的拉比规定：普珥节前夜也须进行这项仪式；另外，他提出女性也应参与到诵读中，因为正是以斯帖皇后创造了这场犹太人的奇迹。
在《密西拿》中，朗诵《以斯帖记》时加诵赐福祷言还没有成为被广泛接受的规定。其后续著作《塔木德经》中则规定在朗诵前加入三段赐福祷言，结束后再加诵一段。除此以外，《塔木德经》增加的其它规定还包括：朗诵者应一口气背出哈曼的十个儿子的名字，表示他们是同时死亡的；在朗诵有关末底改及其成功的起源的诗歌（《以斯帖记》2:5, 8:15-16, 10:3）时，所有人应一起朗诵。
朗诵《以斯帖记》应该用一种传统的吟唱方式，而不是通常朗诵《摩西五经》时的方式。此外，一些诗歌和段落应用朗诵《耶利米哀歌》的方式，因为他们充满悲伤的情绪，有些还反映了犹太人遭流放的场景。
在有些地方，《以斯帖记》不是通过吟唱的方式，而是以书信的形式朗诵的，因为《以斯帖记》采用的正是书信体（iggeret）的写作方式。中世纪以后，为了表明其书信的特征，朗读之前先展开整卷的《以斯帖记》也成为了一种习俗。根据《哈拉卡》，《以斯帖记》可以用任何能够被听众理解的语言朗诵。
《密西拿》中规定，讲述亚玛力人进攻犹太人的《出埃及记》17:8，还有关于哈曼祖先的记载也应该被朗诵。

#### 女性朗诵
根据规定，女性有聆听《以斯帖记》朗诵的义务，因为他们也参与了那次奇迹。很多正统的犹太教社区通常不允许女性参与朗诵，其内部的官方也禁止女性自行朗诵，以防他们突然忘记朗诵过程中应该加入什么祝福祷言。他们认为这样才能保持整个犹太教团体的荣耀与尊严。官方还规定，如果有人因特殊原因未能参与在犹太教会堂举行的公开朗诵，应由十三岁以上男性单独为其朗诵。在这类正统社区中，通常有单独为女性举行的朗诵，地点可能在会堂，也可能在私人家中，朗诵者为男性。
现代一些更开放的犹太教社区中，女性可以作为《以斯帖记》的朗诵者，这一现象正变得愈发普遍。在德系犹太人中，女性只能为女性朗诵。

#### 湮没哈曼之名

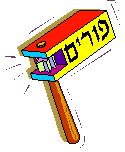
用来湮没哈曼名字的棘轮

《以斯帖记》中，哈曼的名字共出现54次，在吟唱期间，每当哈曼的名字被读出来时，听众必须发出噪音盖过哈曼的名字。这项传统可以追溯到13世纪时法国和德国拉比的领袖萨菲斯茨（Tosafists）。《米德拉什》中对申命记25:19的注释中提到“汝需湮没亚玛力人之追思”。最初的做法是将哈曼这个亚玛力人后裔的名字写在两块光滑的石头上，然后互相碰撞发出噪音，直到朗诵名字的声音被盖过。有些人则把哈曼的名字写在鞋底上，一提到他的名字就开始跺脚以示轻蔑；还有一种做法是用一个棘轮（ra’ashan）制造噪音，不过一些拉比对这种喧闹的行为提出过抗议，认为这会扰乱公共礼拜仪式。不过用棘轮制造噪音这个方法并不普遍，西班牙和和葡萄牙的犹太人就认为这种举动有违礼仪规范。

### 赠送食物和接济穷人

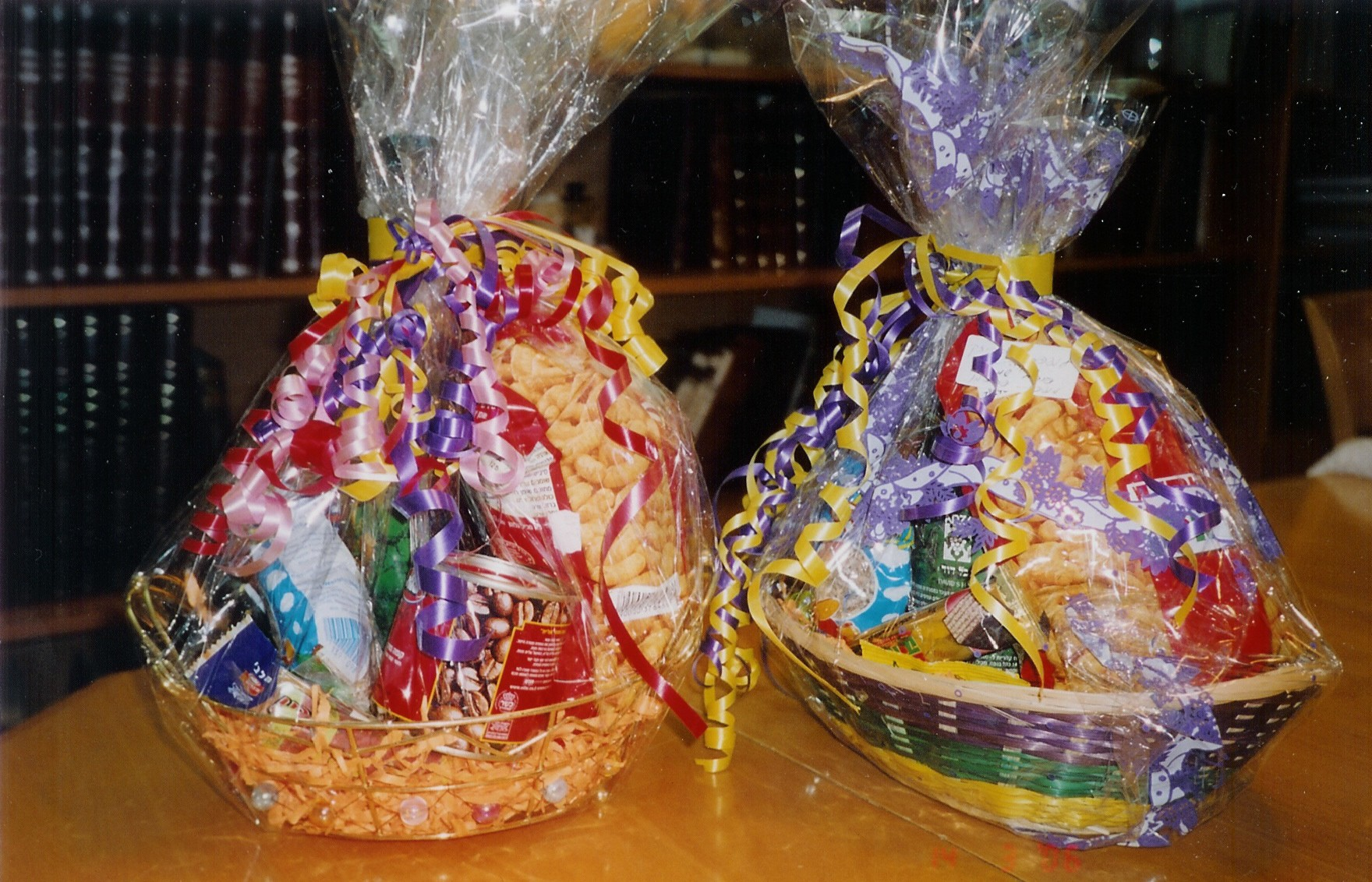
包装精美的礼品篮

《以斯帖记》中规定“相互赠送食物和送给穷人礼物”是普珥节的一项习俗。根据《哈拉卡》的规定，每个成年人应该赠送给另一个人两种不同的食物，还要给两个贫困的人慈善捐款。在有些地区，这个习俗发展成为一项重大的互赠礼物活动。
戒律中规定，给予穷人的慈善捐款可以是食物，也可以是足够支付一顿普通餐饭的现款，接济穷人的花费最好比互送食物的花费多一些。在犹太教会堂，募集慈善捐款是普珥节的一个惯例，募集到的善款会分配给贫穷的人。何谓贫穷并没有特定标准，只要愿意接受救济就可以领取。最贫穷的犹太人也有义务去施舍，即使他自己都需要靠救济度日。

### 普珥节宴会
普珥节当天会举办宴会（Se’udat Purim），人们还会喝葡萄酒来助兴。这是因为根据记载，对犹太人的拯救是通过葡萄酒实现的，《塔木德经》的要求是一个人必须喝醉到分不清“哈曼遭诅咒”（arur Haman）和“赞美末底改”（baruch Mordechai）为止。饮酒随后被编纂进了早期的官方规定。尽管有些人认为应该喝到酩酊大醉，从古到今很多拉比都认为只是应该比平时稍微多喝一点，喝完了就去睡觉，这样就能满足《塔木德经》的要求了。其他一些权威，包括梅根·亚伯拉罕都认为应该喝醉到算不清那两个短语的希伯来字母代码。

#### 斋戒
以斯帖斋戒在普珥节前，也就是阿达尔月的13日，这是普珥节传统习俗之一，《以斯帖记》的9:31~32有相关记载。首先提出要实行以斯帖斋戒的是8世纪时的亚克亚阁下，一个拉比，其根据是《以斯帖记》的9:18和9:31，还有《塔木德经》中的2a：“13日是集会的时间”，这里的集会包含了聚众祷告和斋戒两层含义。过去也有人斋戒三天，以示对以斯帖的斋戒的纪念。但是，斋戒在尼散月（犹太教的第七个月）是被禁止的，所以普珥节后第一周的周一和周四以及第二周周一就被选为斋戒日，而原本13号的斋戒依然得以实施。但是如果斋戒日恰逢安息日，那么斋戒就要提前到普珥节前的周四，周五用来为安息日以及之后的普珥节做准备。

## 习俗
庆祝普珥节的其他一些习俗包括喝葡萄酒，戴面具穿传统服装以及一起庆祝。
普珥节在每年的希伯来历阿达尔月14号，也就是在犹太人战胜他们的敌人后的那天举行。在约书亚时期，普珥节为城市的城墙所阻，而且在书珊城中的战斗在14号仍在持续，因此城中的犹太人在在15号举行庆典，这就是我们所知的书珊城普珥节。 现在只有耶路撒冷在15号庆祝普珥节。

### 问候语
在普珥节中运用较为普遍的问候语是(希伯来语)chag Purim Sameach, Freilichin Purim或者是Purim Allegre" (拉地诺语)。

### 盛装游行
通过面具和服装来化装的习俗起源于15世纪初的意大利犹太人。这个习俗很可能是受到罗马狂欢节以及它在欧洲传播的影响。这种活动到19世纪后期才传入中东欧。第一次在犹太法典提及这个习俗的是Mahari Minz(1508年在威利斯)。虽然一些权威认为男人穿上女性的衣服可能是违反圣经之法，但是这种化装习俗被犹太人广泛接受，因为这被看作是一种狂欢。可是一些犹太教律法学家至今仍不承认亚麻和羊毛混纺（shatnez）的穿着。
这个习俗出现的另一个原因是：在所羅門聖殿被摧毁之后，上帝从犹太人的故事里躲起来了（即使存在过），而这个习俗被认为是一种模仿上帝躲藏在普珥节的故事里描述的自然事件的背后的方式。行善是普珥节的一个核心特点，在这个过程中，施舍者和接受者都是以匿名来掩饰自己的身份，以此来保护接受者的尊严。波斯流亡贯穿了所有的普珥节的故事，因为自然事件所隐藏的方面被暗指为普珥节的奇迹。

### 戏剧表演
普珥节戏剧是一种历史性的漫画戏剧，它试图来传达普珥节的传奇故事。到18世纪，在东欧的部分地方，普珥节戏剧已经广泛地演变成讽刺作品，而以斯帖记所记载的故事是这种夹杂着音乐和舞蹈的作品的讲述。事实上，直到19世纪中叶，其中有些故事仍是基于圣经上的故事创作的。现在，普珥节戏剧能够以任何与犹太人和犹太教有关的故事为中心，这样的故事往往能够给观众带来愉悦和放松感。

### 燃烧哈曼的雕像
在5世纪，就有一个在普珥节烧哈曼的雕像的习俗。但是这种现象激起了早期基督徒的愤怒，这些基督徒认为嘲笑和杀死哈曼的雕像是在掩饰耶稣之死的事实以及对基督徒信仰的嘲弄。这项活动在弗拉菲乌奥古斯都(395 - 423)和狄奥多西二世(408 - 450)在位时期被禁止过。可是这个习俗在Geonic时期很流行（9和10世纪），一个14世纪的学者描述过人们是如何拿着点火的树枝，走过普罗旺斯大街，在被吊着的哈曼的木偶的周围吹着喇叭然后烧掉木偶的场景。这个习俗一直延续到了20世纪，小孩子们都将哈曼当成 “盖伊·福克斯”一类的人。在19世纪50年代早期，这个习俗仍然在伊朗以及偏远的库尔德斯坦的一些社群中存在。在这些地方，有时候会一些穆斯林也会参加。

### 歌曲
歌曲与普珥节的联系是基于犹太教法典中的礼仪和文化的。传统的普珥节歌曲包括Mishenichnas Adar marbim be-simcha 和LaYehudim haitah orah ve-simchah ve-sasson ve-yakar 。Shoshanat Yaakov 祈祷者是在读《以斯帖记》后的总结时唱的。 很多儿歌（一些来源与非犹太法典礼仪的歌）也会出现：Once There Was a Wicked Wicked Man, Ani Purim, Chag Purim, Chag Purim, Chag Gadol Hu LaYehudim, Mishenichnas Adar, Shoshanas Yaakov, Al HaNisim, VeNahafoch Hu, LaYehudim Hayesa Orah, U Mordechai Yatza, Kacha Yay'aseh,Chayav Inish, Utzu Eitzah.
（关于歌曲的详细信息，可浏览Wikipedia: Purim （页面存档备份，存于）中 “Songs” 的相关内容。）

### 传统食物
在普珥节，德系犹太人吃的三角点心被称为哈曼的口袋或者是哈曼之耳。这种甜糕点先被卷着切成了圆形，包上传统的罂粟子馅儿；然后将这种包裹着或露出的馅的糕点做成三角形。近年来，梅干，枣椰子，杏，巧克力也用来做成馅。大多塞法迪犹太人吃一种被称为Fazuelos的烤点心。这些点心都被称为哈曼之耳。（Oznei Haman）
犹太人也有在普珥节吃坚果和种子的习惯。据塔木德所说以斯帖王后在亚哈随鲁宫中只能吃到这些食品，因为她没有吃犹太人食品的机会。三角馄饨是一种以熟肉, 鸡肉或肝和汤为馅的饺子，这是德系犹太人在普珥节吃的传统食物。把肉藏于饺子里习俗与以斯帖记的另一个典故相关——希伯来语圣经不包括上帝的指示，上帝似乎躲在了幕后。
Aranygaluska是一种由油炸面团和香草奶油组成的甜点。它是有犹太人血统的匈牙利和罗马尼亚人的传统食物。
在中世纪，欧洲的犹太人吃一种叫Nilish的薄饼卷。
各种犹太人社群烘烤的面包也各不相同。摩洛哥的犹太社区烘烤一种叫做奥霍斯·德·哈曼普珥节面包，也叫哈曼之耳，有时还会被烤成哈曼的头和眼睛的形状。这种面包由鸡蛋做成，通过拔掉它来暗示着哈曼的毁灭。在波兰犹太人,有一种叫Koilitch的葡萄干白面包。它在一个长的圈上烘烤而成，上面点缀着彩色糖果。这样做原因是为了唤起节日欢乐的本质。

## 參看
- 希伯來曆